# Бутаковское ущелье
Бутаковское ущелье (каз. Бутаковка шатқалы) — живописное горное ущелье в Казахстане, находится в горах Заилийского Алатау на территории города Алма-Аты. Расположено на высоте 1700—2900 м над уровнем моря. По дну ущелья течёт река Бутаковка, являющаяся правым притоком реки Малой Алматинки.
Ущелье, как и Водопады, получили своё название от казахского слова “Бұтақ”, означает ветвь, ветка, “Бұтақты” означает ветвистый, изветвленный, на русском звучит как “Бутаковка”

## Описание
Общая протяжённость ущелья составляет 14 км, асфальтированной дороги — 9 км от трассы проспекта Достык. В ущелье произрастают: тянь-шаньская ель, осина, рябина, барбариса, а также яблоневые сады. В ущелье имеется несколько простых, некатегорийных перевалов, ведущих в соседние ущелья, такие как: Бутаковский (2910 м), Лесной (2330 м), Комиссаровский (2200 м), Юннатов (1450 м) и Безымянный (1880 м).
В Бутаковском ущелье расположены два небольших водопада — Нижний (Большой) и Верхний. Верхний водопад возвышается на 2470 метров над уровнем моря. Высота верхнего водопада составляет 20 м. Высота Нижнего водопада — 30 м. Он более мощный и живописный по сравнению с Верхним водопадом.
В советское время в Бутаковском ущелье функционировала спортивно-туристская база «Прометей» общества «Трудовые резервы». Затем это был центр подготовки спортсменов, оборудованный игровыми площадками, бассейном, спортзалами. С 70-х годов в средней части ущелья функционировал Дом отдыха писателей, там же находился пионерский лагерь студии «Казахфильм». С распадом Союза данные объекты прекратили свою работу, были приватизированы и проданы, в дальнейшем на их месте были построены частные закрытые резиденции.

## Угроза окружающей среде

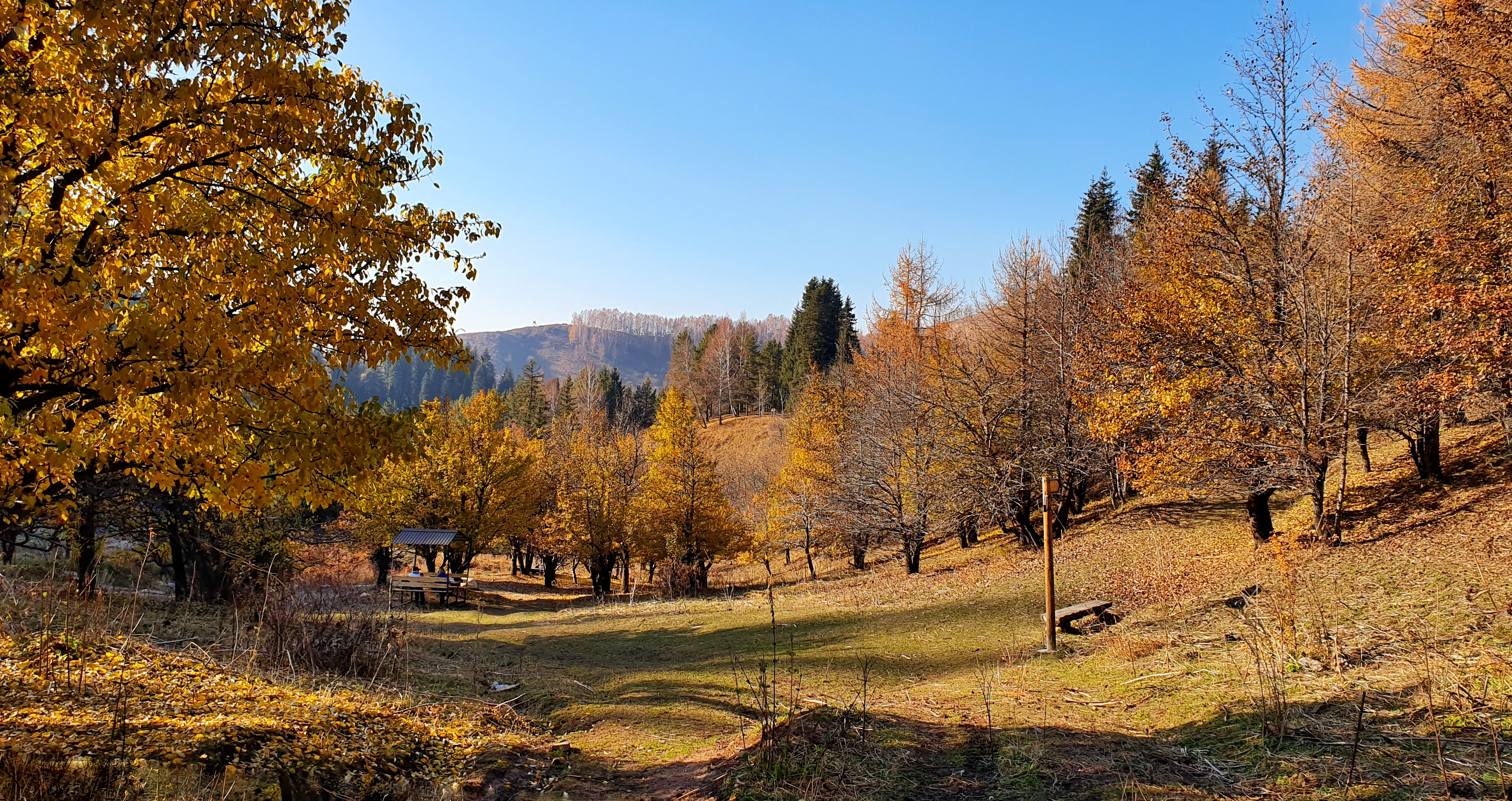
Бутаковское ущелье осенью

Несмотря на то, что ущелье отнесено к «природному парку Медеу акимата города Алма-Аты», так и к ООПТ Иле-Алатауский национальный парк, территориально оно входит в черту города Алматы.
В советское время в ущелье строительство было категорически запрещено. С конца 1990-х — начала 2000-х годов несмотря на природоохранный статус ущелья, местный исполнительный орган распродает земли под застройку ИЖС. В результате строительства вырубаются деревья, сносится плодородный слой почвы, исчезает растительный покров.
В 2016 году учреждение «Природный парк Медеу акимата города» передало общедоступные земли общего пользования ущелья с произрастающими на них дикими яблоневыми садами (40 га) в частную собственность компании ТОО «Apple world» (создано в 2013 году), которое собралось развивать на этих землях агротуризм. После чего в октябре 2016 года были вырублены около 6000 деревьев, деревья названы аварийными, но никаких официальных документов с заключениями, подтверждающими данный факт, в СМИ не было представлено.